# Pedro Rimonte

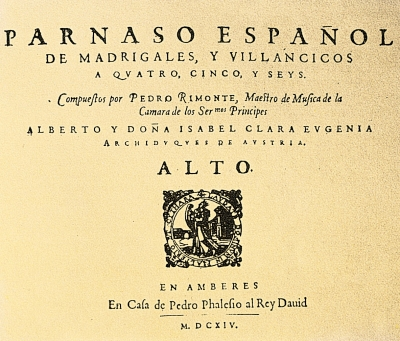
Parnaso español de Madrigales y Villancicos van Pedro Rimonte (1614)

Pedro Rimonte of Ruimonte (Zaragoza, 1565 – 30 november 1627) was een Spaanse musicus en componist.
Hij werd geboren in Zaragoza en gedoopt in de Sint-Paulkerk in 1565. Vermoedelijk was hij leerling van Melchor Robledo, die muziekklassen inrichtte in de Seo, de kathedraal van Zaragoza.
Vanaf 1599 was hij in Brussel. In 1601 werd hij daar al kapelmeester van aartshertog Albrecht van Oostenrijk en prinses Isabella Clara Eugenia, landvoogden van de Spaanse Nederlanden. Vanaf 1604 zou "de muziekmeester van de kamermuziek van de Doorluchtige Prinsen" een loon ontvangen dat hoger lag dan dat van de andere hofmusici. Als hoofd van de muzikanten van het hertogelijke hof zouden organisten zoals de Engelse componisten Peter Philips en John Bull, die later organist werd van de Onze-Lieve-Vrouwekathedraal (Antwerpen), onder zijn leiding staan.
Gedurende zijn verblijf publiceerde hij bij de muziekuitgeverij Phalesius de Missae Sex IV. V. et VI. Vocum (1604), Cantiones sex vocum (1607), Parnaso español de Madrigales y Villancicos a cuatro, cinco y seis (de Spaanse Parnassus van madrigalen en villancico’s voor vier, vijf en zes stemmen, uit 1614). Het meest opvallende werk is Parnaso, door Pedro Calahorra beschouwd als "het hoogtepunt van de polyfone Spaanse muziek in zijn soort" en dat verschillende Castiliaanse madrigalen enkele villancico‘s telt.
Rimonte keerde terug naar Zaragoza in 1614 en werkte er als "maestro de música". Onder zijn leerlingen telde hij Diego Pontac en onder zijn vrienden Sebastián Aguilera de Heredia. Hij bleef in die stad tot aan zijn dood bij zijn zuster Catalina, de rijke weduwe van Martín de Villanueva, wonen. In deze periode wordt hij vermeld als «infanzón de la Cámara y Capilla de Sus Altezas Serenísimas en Flandes», «Comisario y Familiar del Santo Oficio de la Inquisición del presente Reino de Aragón» en «presbítero».